# Slocomb
La ville de Slocomb est située dans le comté de Geneva, dans l’État de l’Alabama, aux États-Unis. Sa population s’élevait à 1 980 habitants lors du recensement de 2010, estimée à 1 924 habitants en 2017.

## Démographie
| 1910 | 1920 | 1930 | 1940  | 1950  | 1960  |
| ---- | ---- | ---- | ----- | ----- | ----- |
| 896  | 581  | 964  | 1 041 | 1 219 | 1 368 |

| 1970  | 1980  | 1990  | 2000  | 2010  | - |
| ----- | ----- | ----- | ----- | ----- | - |
| 1 883 | 2 153 | 1 906 | 2 052 | 1 980 | - |

## Source
- (en) Cet article est partiellement ou en totalité issu de l’article de Wikipédia en anglais intitulé « Slocomb, Alabama » (voir la liste des auteurs).

1. ↑  « Statistiques des États-Unis - Profils des communautés de 2010 - Slocomb » (consulté en septembre 2020)